# Witkruintapaculo
De witkruintapaculo (Scytalopus atratus) is een zangvogel uit de familie Rhinocryptidae (tapaculo's).

## Verspreiding en leefgebied
Deze soort komt voor van Venezuela tot Peru en telt drie ondersoorten:
- S. a. nigricans: noordwestelijk Venezuela.
- S. a. atratus: van centraal Colombia en Ecuador tot centraal Peru.
- S. a. confusus: westelijk Colombia.

## Status
De grootte van de populatie is niet gekwantificeerd maar de soort wordt omschreven als vrij algemeen. Op de Rode lijst van de IUCN heeft deze soort de status niet bedreigd.